# Valenzuela (Granada)
Valenzuela (también llamada Seco de Lucena) es una localidad y pedanía española perteneciente al municipio de Santa Cruz del Comercio, en la provincia de Granada. Está situada en la parte septentrional de la comarca de Alhama. Cerca de esta localidad se encuentran los núcleos de Buenavista, Alhama de Granada y Moraleda de Zafayona.

## Demografía
Según el Instituto Nacional de Estadística de España, en el año 2013 Valenzuela contaba con 48 habitantes censados. Cabe destacar la llegada de numerosos ciudadanos británicos que, desde finales del siglo XX, han escogido esta pedanía para residir.

## Cultura

### Fiestas
Sus fiestas populares se celebran cada año alrededor del 13 de junio en honor a San Antonio de Padua, patrón de la localidad. Durante estas fiestas tiene lugar la procesión del santo con numerosas tracas de fuegos artificiales.